# 德国铁路481型电力动车组
德国铁路481型（德語：DB-Baureihe 481）电力动车组是柏林城铁的一款电力动车组车型。
这款车型目前是柏林城铁最新的一款车型，也是最常见的一款车型。在1990年开始，柏林柏林公共交通公司和德国国营铁路（当时的柏林城铁运营者）一道，就发展一款新的电力动车组展开了讨论。1993年时发表了一款模型并公开亮相。

## 历史
两德合并使得柏林城铁更换新的车型成为了可能。当时最常用的车型为475型，476型和477型。这些车型均为十分老化的二战前车型。这些车辆的平均车龄超过了40年。 尽管1986至1992年制造的480型 (西柏林)和485型 (东柏林)的新订单可以满足替换老车型的需求，但是它们满足不了对新的运营和舒适度的要求。
这些列车放弃了柏林公交公司的四分之一编组（两节车厢为一组）概念，而偏向于半编组（四节车厢为一组）配置，原因是480型的设计导致列车编组比较困难。这些列车用三相电作为动力来源，并且配备了GEATRAC-驾驶控制技术。

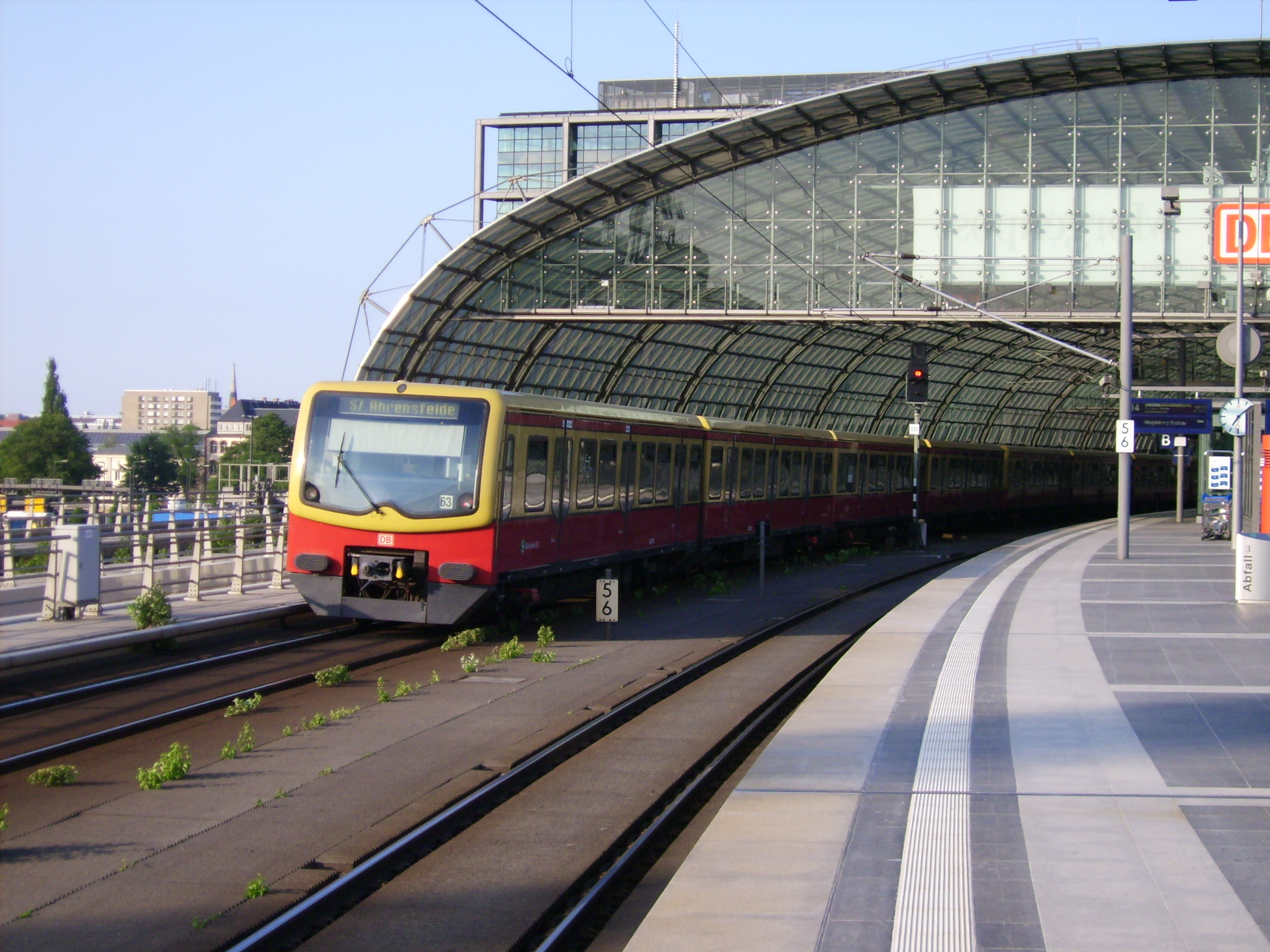
481型在柏林火车总站

首100组四分之一编组列车在1993年下单 (其中包含10组预览版的Vz 1996型和90组Vz 1997型)，并于1995年下达400组四分之一编组列车的选择权.
根据联邦交通部的一项要求，在1993年的时候，车厢地板的高度从原来的1080毫米下降到1000毫米。与此同时，四分之一编组列车两车厢之间需用过道连接起来。
第一组四分之一编组车厢在1996年1月22日在一场庆祝仪式中于柏林Schöneweide总制造厂公开亮相。
在1996年度交付了60组列车。 在2004年9月30日的一场活动中交付了最后500组列车。 随之而来的是柏林城铁车辆平均车龄的大幅降低：从原本的平均55年下降到了大概6年。
在2010年12月，所有列车的轮对均被更换。 新的轮对加强了轮辐，从13毫米增加到18毫米以便减少维护周期。为了这项工作，一个流水线被安装起来，额外支出一共五千万欧元。在2011年八月开始配置新的撒沙装置以便提升寒冷气候下的运行能力。
自从2011年开始，所有481型列车开始装备柏林城铁列车自动控制系统。此计划至2015年的预算为2980万欧元。在2016年初，共有五百组四分之一编组列车列装该项设备，超出原本预期，保证了能够在2016年底时能够彻底装备完成。
至2012年12月，所有列车均装备防滑系统。

### 问题
本车型在解决了开始的一些问题后表现良好。由于在制造的时候预算有限，许多组件的质量不高导致需要经常更换。制动力不足（尤其是紧急制动时），较差的横向震动缓冲吸收器和在启动或制动时经常出现的前冲后摆常常受到驾驶员的诟病。
在2009年11月德国铁路部门发布通告称，基于目前对该车型的认知，尤其是其较弱的制动力，应不再允许该车型继续运行。
在2009年5月1日的时候一辆列车在柏林Kaulsdorf车站由于车轮损坏而出轨。所有乘客均在没有受伤的情况下离开列车。在一段时间之后柏林城铁公司决定将所有的运营超过650,000公里的列车更换轮对。因此，在七月时，所有的线路均受到了影响。列车编组被缩短，列车间隔变长。 由于对列车的安全性更新维修没有按期完成，德国铁路部门下发命令，要求停运170组四分之一编组列车。这项和其它附加的命令严重削弱了柏林城铁运行的能力，以至于导致每条线路都无法满编组运行。 在情况逐渐好转之后，在2009年9月8日又因为新的制动系统问题而增添了新的限制。 据ddp通讯社称，2009年12月车辆测试过程中又一次发现了本车型的问题：由于轮盘比应该的要松一些，导致大概100辆车需要下线。 在2010年冬天由于列车、设备及撒沙装置被冻结的故障，使得车队只剩下200节四分之一编组车辆可上线运营，导致列车晚点或停运。
在2011年8月柏林城铁公司声明，由于飞雪导致的引擎故障可以通过更换引擎来解决；但因飞雪导致的电力故障是制造工艺问题，没有解决方案。同时，撒沙装置问题也亟待解决，以增加车辆制动力。在改装和加装了装备之后，平均每列车还有29年的使用寿命。
除了这些安全问题以外，本车型还有空调装置对乘客空间供气不足的问题。为解决这个问题，需要将一半的窗户打开，但是这也使得列车上的乘客在柏林的炎热夏天面临车内温度过高问题。

## 车辆

### 车厢和乘客空间

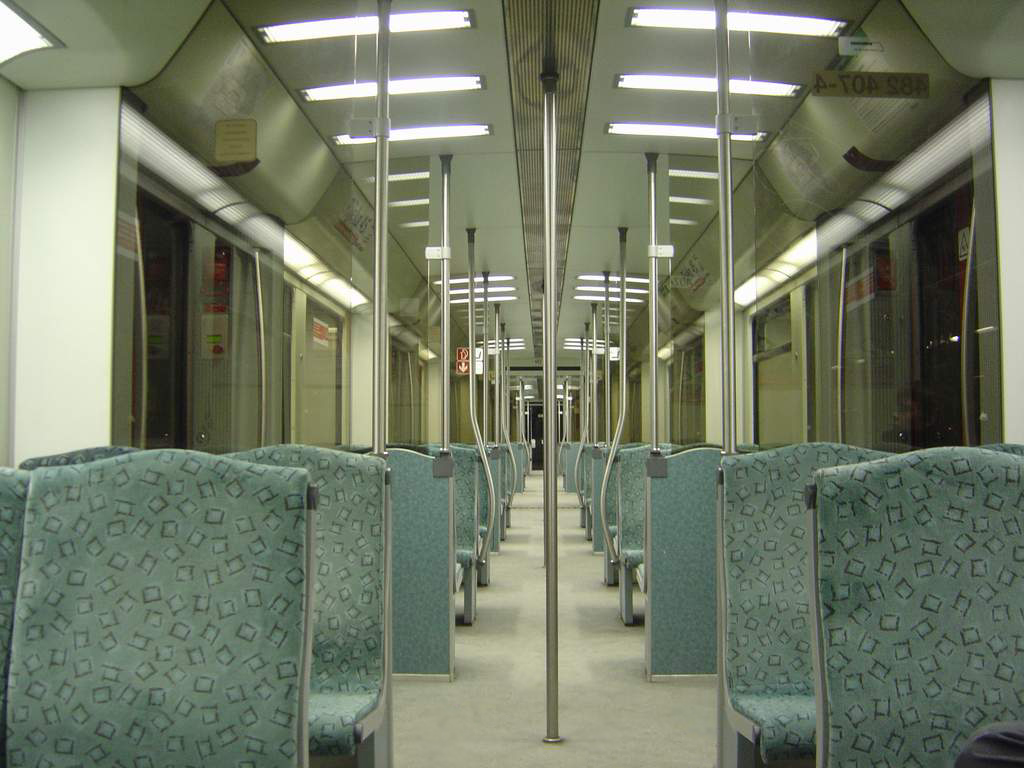
乘客空间

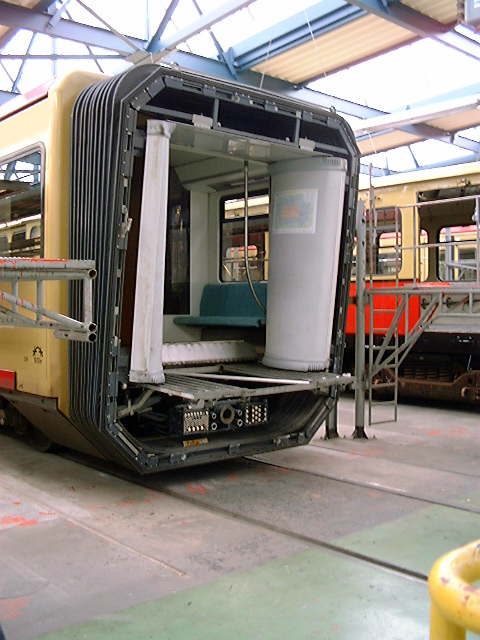
在维修厂可以看到单节车厢 - 这节车厢在Schöneweide主维修厂

本型列车按照现代要求设计。每两节车厢 – 一节带有司机室 (即为481型)，另一节不带司机室(即为482型) – 通过过道互相连接。而最小的运营单元为半编组（四节车厢），即为两个四分之一编组连接而成。过道在柏林城铁历史上并非什么新奇设计。自从外号为“蓝色奇迹”的德国国铁ET170型开始便有了四节车厢用过道连接的先例。
在2003年建造了3组实验性列车，将四节车厢用过道连接起来。一组列车由两节动车（各带一个司机室）和两节拖车构成。这些列车也被投入至正常使用。
座椅布置为典型的2+2配置。在列车一端有一个多功能区，可以用来摆放自行车和大型物件。第一节车厢出厂时带有一等座位部分——一种自从1946年便不再出现在城铁列车中的配置。一等座位部分在后来被降级——由遗存的扶手和靠背仍可以辨别出来其在历史上的存在。002号车厢在出厂时带有木制座椅配置，后来也被取消。

### 技术
本型列车最小的操控单元是由两组两编组列车组成的四编组列车。在应用时有几种不同的配置：满编组的八车厢配置，“四分之三编组”的六车厢配置，以及在交通低峰期和限定线路上的半编组（四车厢）配置。在许多线路上，比如S25, S41, S42, S47和S85线上通常使用四分之三编组。S25线的部分车站限定了站台长度。为了能将调车简单化，每两编组单元都有一个司机室。这使得一人调车成为可能。
通过采用现代的再生制动设备(比如BR 481型)可以比二战前使用传统闸瓦制动的车型节省30%的电力。四分之一编组的两个车厢共有四个转向架，其中三个转向架为被供电的驱动转向架。车辆内部全部使用易于保养的防涂鸦材料。
该车型标志性的启动噪音——对于配置了电压控制的三相电电机来说十分典型——被戏称为“锯声”，“大声喊叫的蹩脚歌手”以及“防空警报”。同时，其大大的拱形玻璃又给该车型带来了“潜水镜”的外号。其嘈杂的启动和制动噪声被认为有害，并且柏林城铁收到了许多居民的投诉。

### 驾驶室

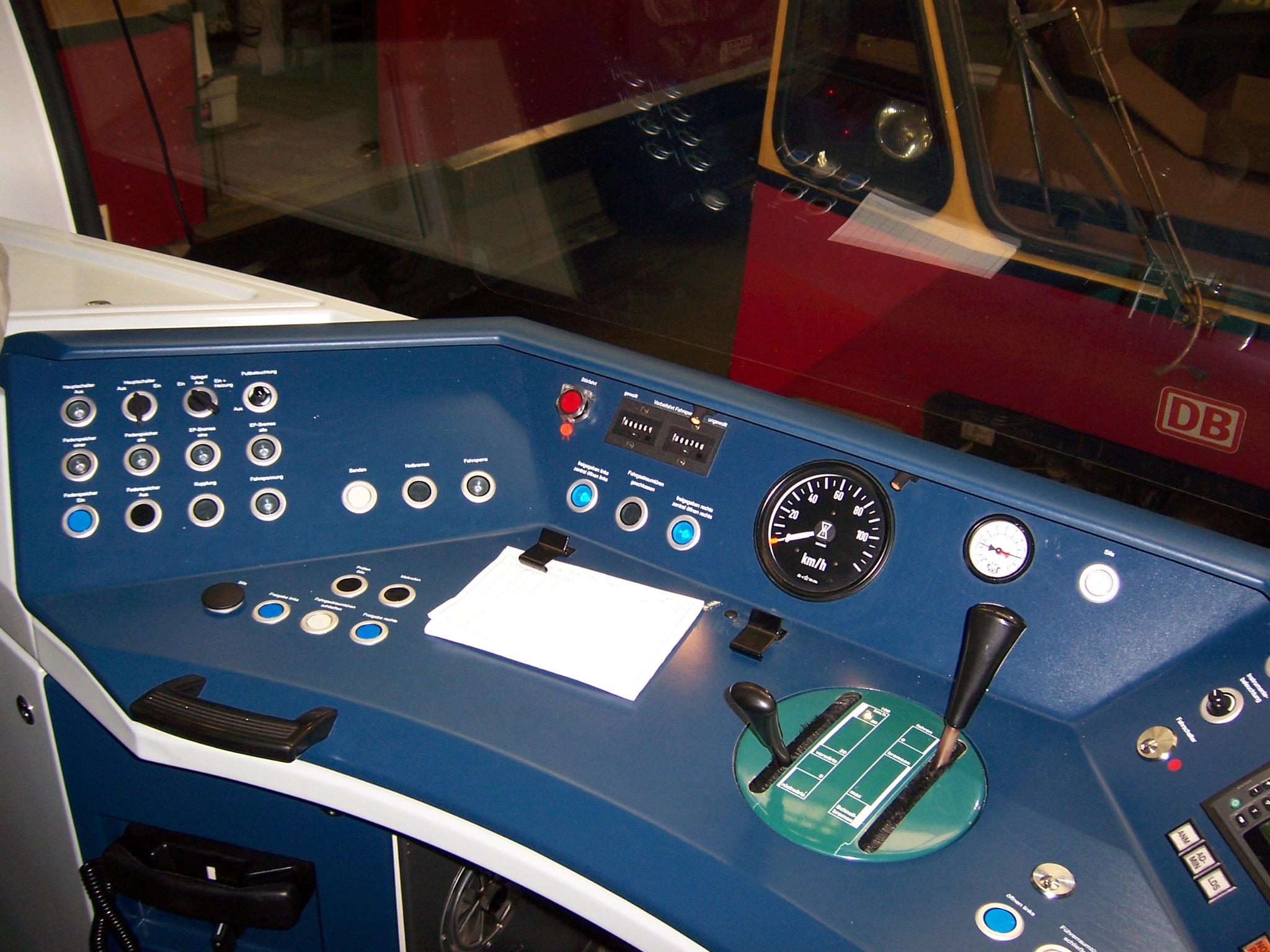
驾驶台

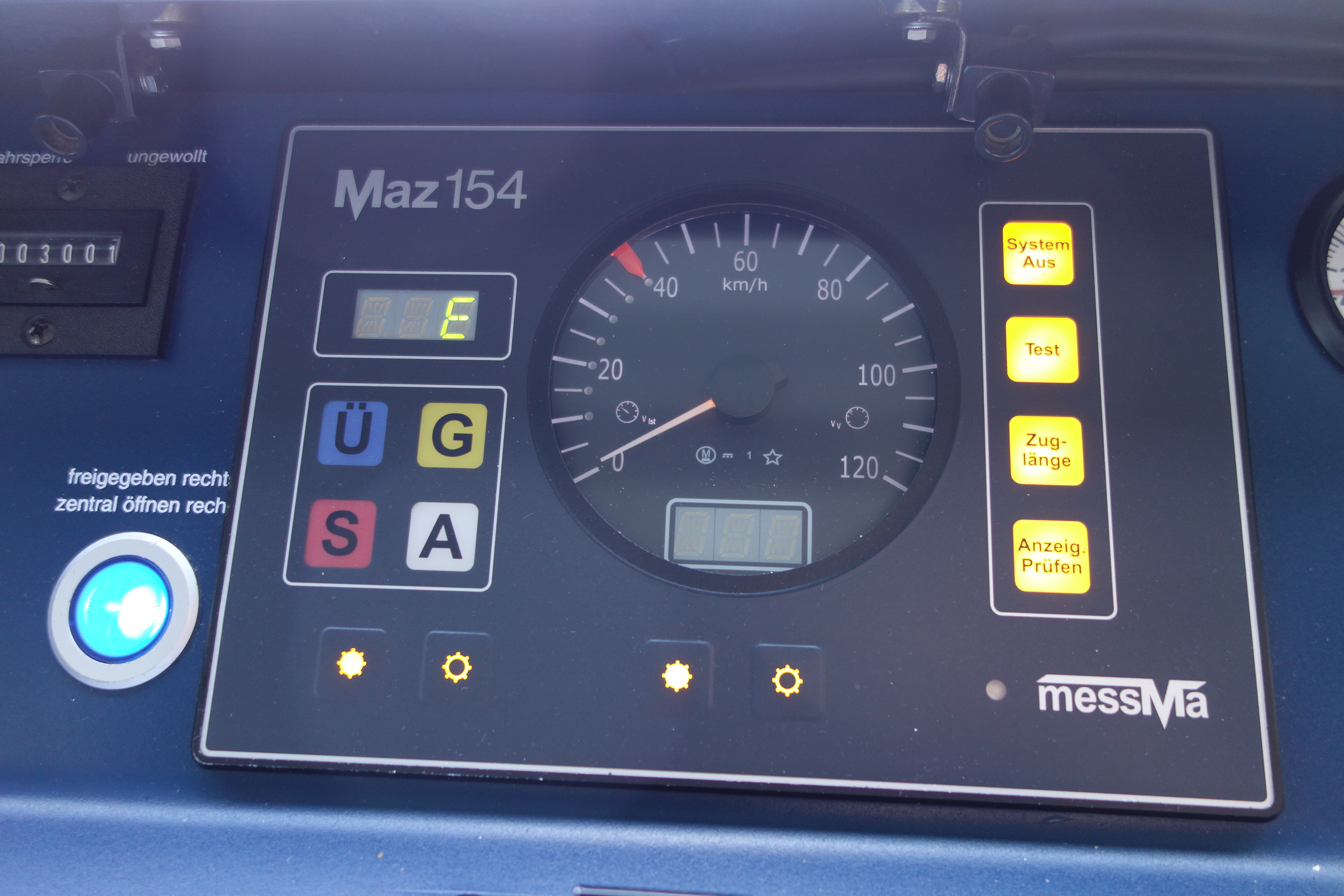
ZBS-驾驶室仪表

本型列车的驾驶室是参考480型列车而成。终端为钢青色，且有着白色的灯和黑色的开关。司机室有三个门：左右各一个，以及在后面通向后方车厢的一个。 司机坐在驾驶室的正中央，以便能够方便地够到所有必要的操纵设施。在驾驶座位后面能够找到一个所谓的“信息面板”——司机可以用它看到电池电压和车辆电压，在电流故障的时候用来排除故障是非常有用的。在驾驶台的左侧有主开关、弹簧储能器、电子控制制动、车钩和车辆电压的指示器和开关。
在驾驶台的中间是可以显示当前速度和预选速度的速度表。在其右方能够找到两个压力表，分别显示着总风缸和制动风缸的压力。
在驾驶台的右侧可以找到一些第三者无线电的开关和主控制器的手柄。右侧的计算机终端是司机用来操控集成的车上信息系统的界面。所有新的运行状态和操作都会通过警报声来通知司机进行确认。
在右手边可以找到方向控制器和速度控制器（也就是前进/制动手柄）。左手边是乘客车厢的开关门按钮。
另外，车上还装备了柏林城铁列车运行系统和驾驶辅助系统（FASSI）.

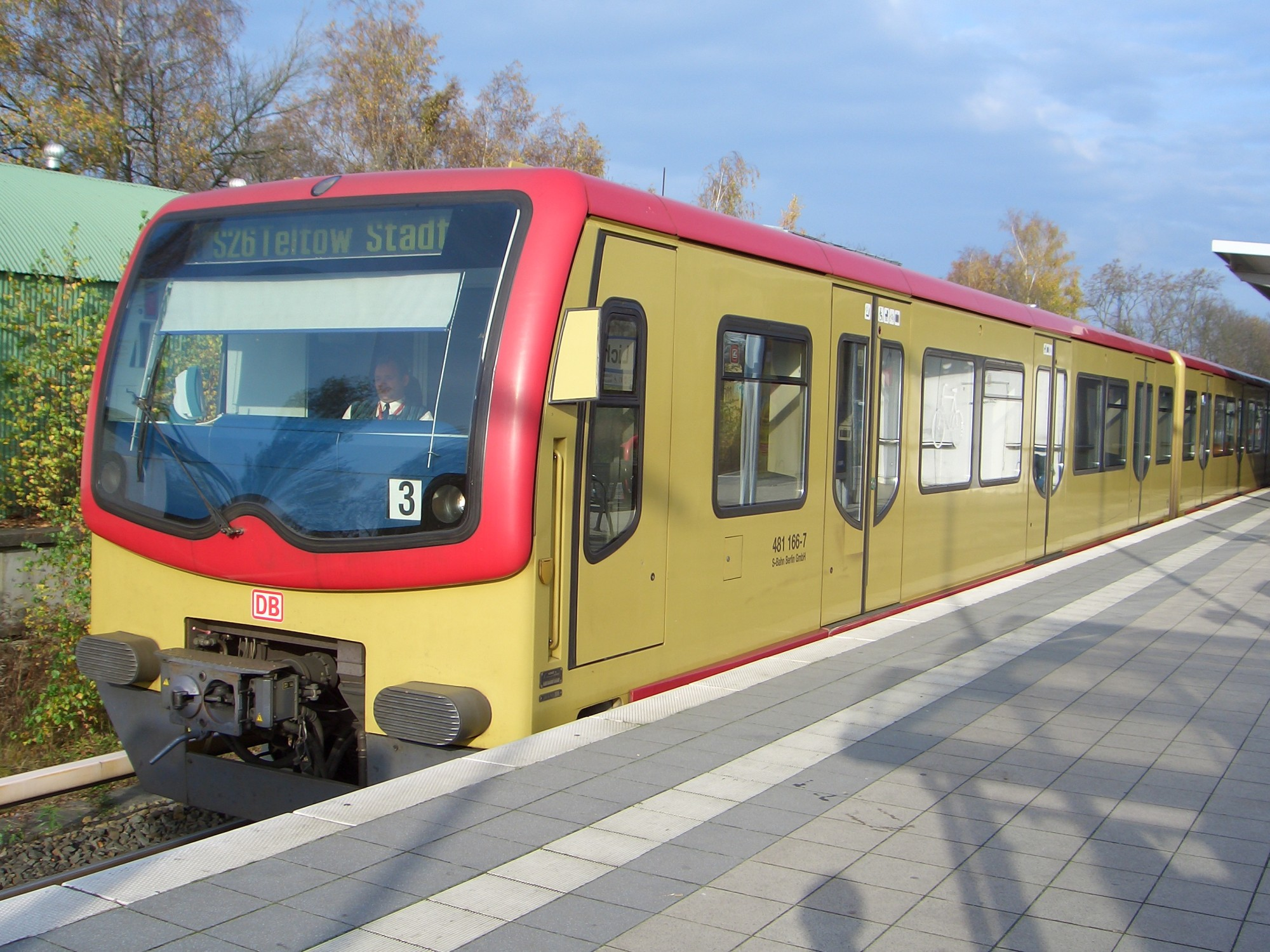
481型最初涂装
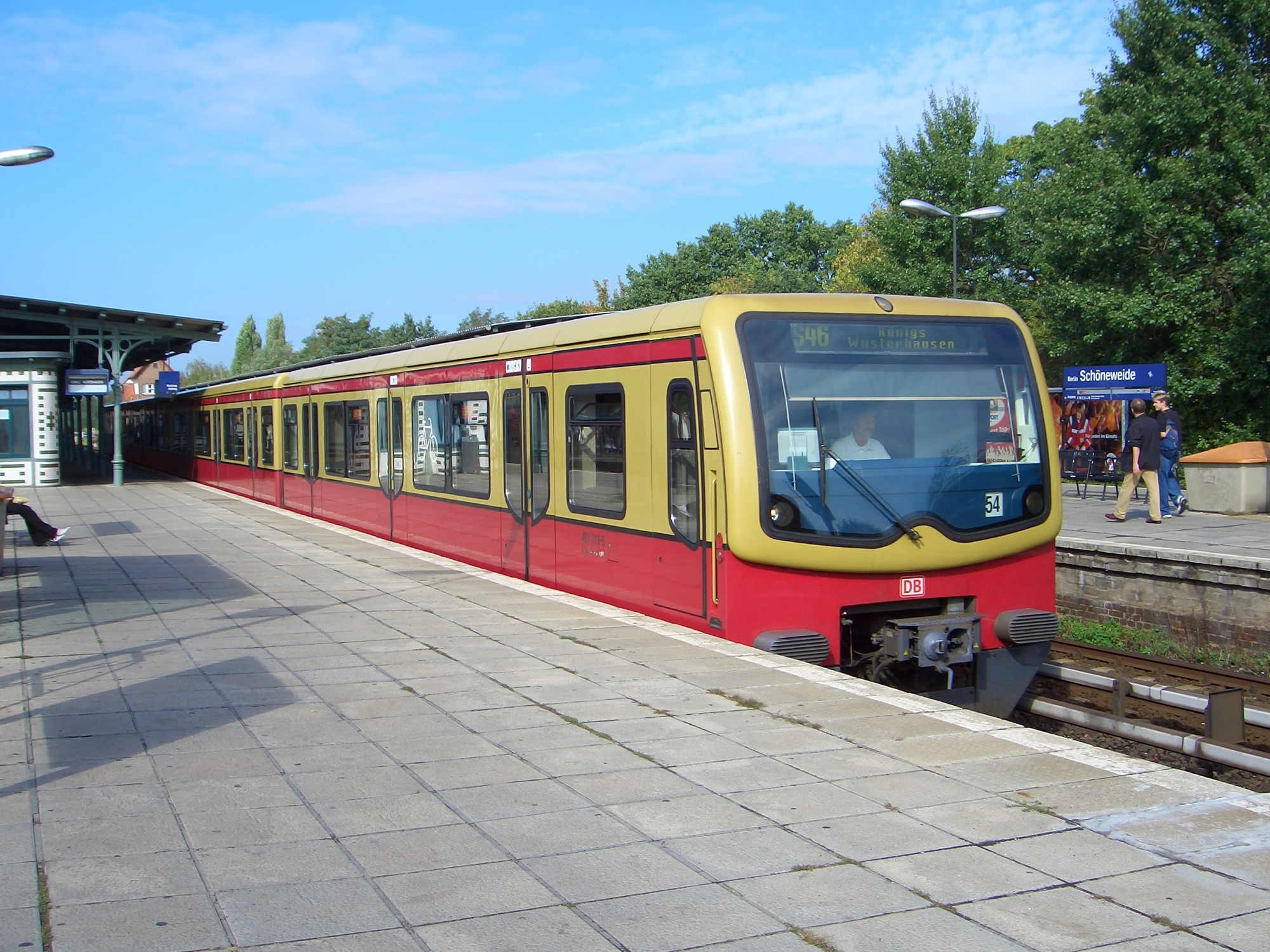
老涂装列车，两个相邻窗户之间为黑色涂装
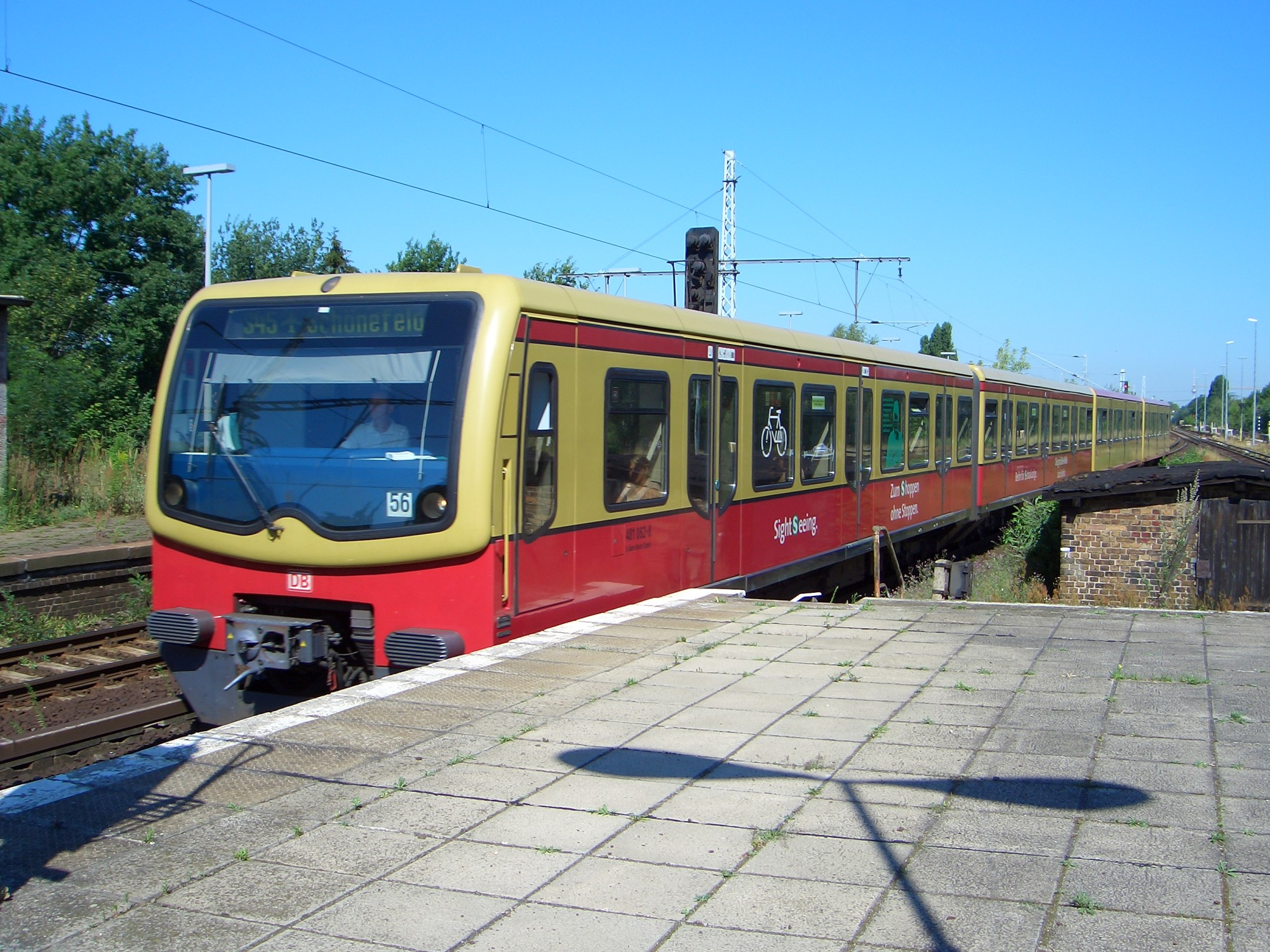
传统涂装列车，两个相邻窗户之间不再用黑色涂起来

## 作为广告涂装车辆

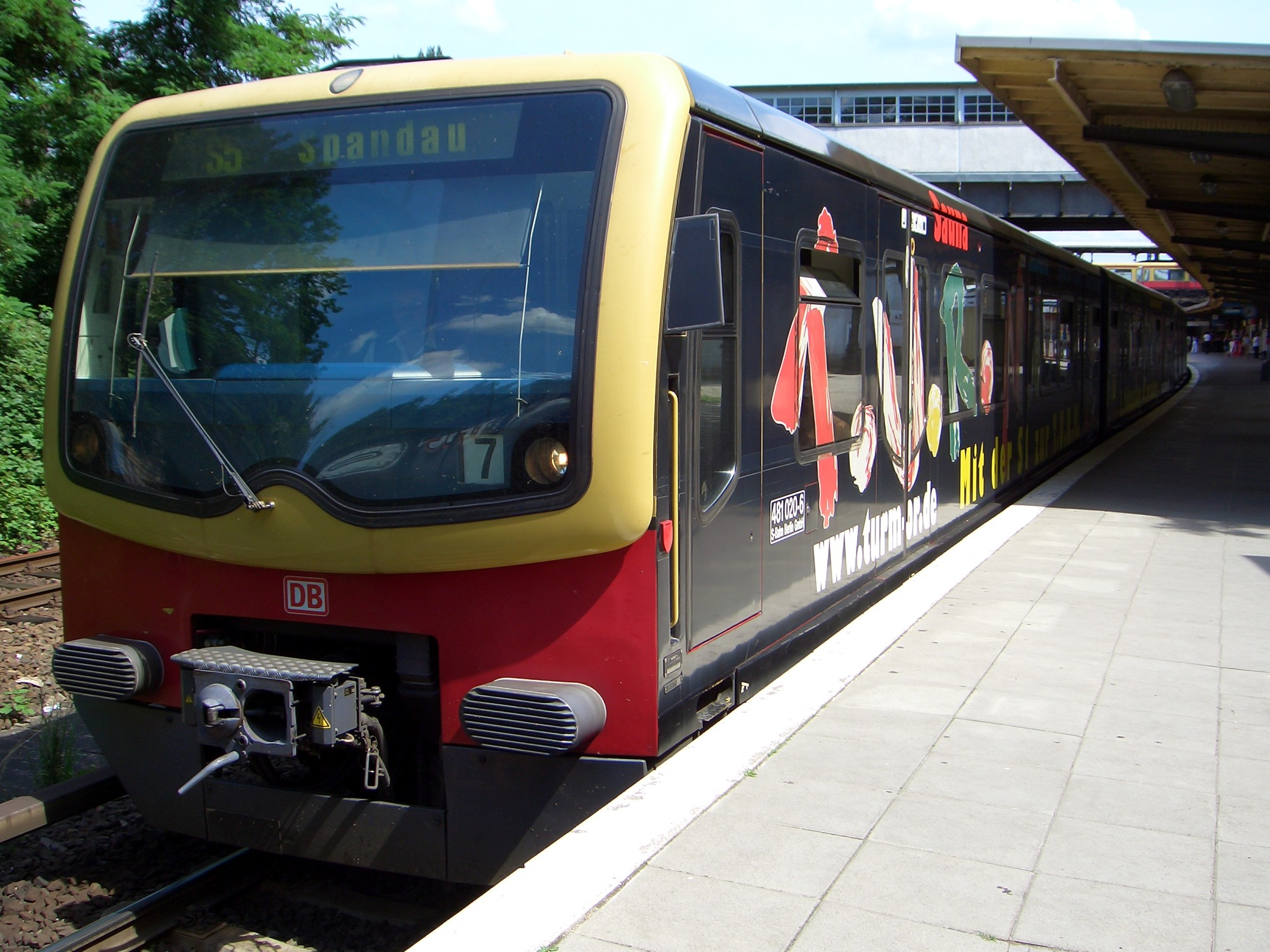
完全广告涂装的481型

481型在柏林和勃兰登堡州运营表现良好，并成为了柏林的标志之一。自从2000年开始481型就不间断地成为了广告媒介。目前有4组四分之一编组车辆涂装了全车广告，分别为：035，036，011和020号。
除此之外，还有大量在柏林行驶的列车带有条幅广告（在窗户下面）。德国铁路之前作出了一份暂停新增广告媒体车的决议，这意味着，自2005年之后，不得再增加更多的列车用于广告宣传用途。
自从2015年开始，再次增加了涂有条幅广告和全车广告的列车数量。

## 配属和使用

### 配属
| 车辆段                  | 列车编号                                   |
| ----------------------- | ------------------------------------------ |
| Berlin-Wannsee (BWSS1): | 001–033, 035–042, 044–350, 501/601–503/603 |
| Berlin-Grünau (BGAS1):  | 481/482 034, 043, 351–494                  |

配属在这两个车辆段的列车由于共用一个存车库，有时一节配属于某车辆段的列车可能会从另一个车辆段的车站始发。

### 使用
481型目前在所有柏林城铁线路上运营。S1, S2, S25, S26, S3, S5, S7, S75, S85和S9线路只用该款车型运行；本车型也经常能在S41/S42线（柏林环线）上找到，且在周末时只用481/482型列车运营。S47线在平日会有一班使用该车型，而在周末只使用481/482型列车运营. S45和S47在早午时刻（高峰期除外）只使用481/482型列车运营。

## 文献
- Martin Pabst: U- und S-Bahn-Fahrzeuge in Deutschland. GeraMond, München 2000, ISBN 3-932785-18-5.
- Daniel Riechers: S-Bahn-Triebzüge – Neue Fahrzeuge für Deutschlands Stadtschnellverkehr. Transpress, Stuttgart 2000, ISBN 3-613-71128-1.
- Joachim Wegner: Verjüngung des Fahrzeugparks der Berliner S-Bahn. In: Eisenbahn-Revue International（德语：Eisenbahn-Revue International）. Nr. 11, 2003, ISSN 1421-2811, S. 518–521.

## 链接
- Baureihe 481[永久]
- S-Bahn-Galerie.de – Baureihe 481 （页面存档备份，存于）

## 引用
1. 1 2 3  Abnahme der ET 481/482 der Berliner S-Bahn. In: Eisenbahn-Revue International. Nr. 6, 2004, ISSN 1421-2811, S. 252.
2. ↑  Berliner S-Bahn-Flotte komplett. In: Eisenbahn-Revue International. Nr. 11, 2004, S. 486.
3. ↑  . S-Bahn Berlin GmbH. 2011-07-20  [2011-10-05].
 （页面存档备份，存于） .   [2018-04-04]. 原始内容存档于2018-04-27.
4. ↑  Aktuelle Betriebseinschränkungen S-Bahn Berlin - Hintergründe, Maßnahmen, Ausblick"[永久]
5. ↑   (PDF). Deutsche Bahn. 2016-04-25  [2018-04-04]. （原始内容 (PDF)存档于2016-06-28）.
6. ↑  . S-Bahn Berlin GmbH. 30. Mai 2013  [2013-05-31]. 
 （页面存档备份，存于） .   [2018-04-04]. 原始内容存档于2018-04-05.
7. ↑  . ad-hoc-news. 2009-11-16  [2009-12-23].
8. ↑  . Berliner Morgenpost. 2009-06-12  [2009-11-09].
[]
9. ↑  . Eisenbahn-Bundesamt. 2009-06-30  [2009-07-02].
[永久]
10. ↑  . Spiegel Online. 2009-07-01  [2009-11-09].
 （页面存档备份，存于） .   [2018-04-04]. 原始内容存档于2012-05-16.
11. ↑  . Berliner Morgenpost. 2009-06-30  [2009-11-09].
[]
12. ↑  . S-Bahn Berlin. 2009-07-14  [2009-07-14]. （原始内容存档于2009-07-14）. nicht mehr online
 （页面存档备份，存于） .   [2018-04-04]. 原始内容存档于2009-07-14.
13. ↑  . S-Bahn-Berlin.   [2009-09-07]. Nicht mehr online verfügbar
 （页面存档备份，存于） .   [2018-04-04]. 原始内容存档于2018-04-05.
14. ↑  . Berlin.Business-on.de. 2009-12-08  [2009-12-09]. （原始内容存档于2009-12-13）.
 （页面存档备份，存于） .   [2018-04-04]. （原始内容存档于2009-12-13）.
15. ↑  . S-Bahn Berlin.   [2010-12-19].
 （页面存档备份，存于） .   [2018-04-04]. 原始内容存档于2018-04-05.
16. ↑  S-Bahn Berlin GmbH., [Punkt 3 zum Nachlesen Auch auf den zweiten Blick: Der Kurs ist richtig], Punkt 3. 2011 (16): pp. 4ff [2011-08-28] （德文）
17. ↑  . Der Tagesspiegel. 2005-10-15  [2015-05-24].
 （页面存档备份，存于） .   [2018-04-04]. 原始内容存档于2018-04-05.